# Temotu Village (ort i Marakei)
Temotu Village är en ort i Kiribati.   Den ligger i örådet Marakei och ögruppen Gilbertöarna, i den norra delen av landet, 80 km norr om huvudstaden Tarawa. Temotu Village ligger 8 meter över havet och antalet invånare är 116.
Terrängen runt Temotu Village är mycket platt.  Närmaste större samhälle är Rawannawi Village, 2,1 km norr om Temotu Village. 